# ICC T20 World Cup 2021
Navigation
Inde 2016 Australie 2022
La Coupe du monde de cricket Twenty20 2021, plus connue sous le nom d'ICC T20 World Cup 2021 est la septième édition de l'ICC Men's T20 World Cup. Les pays hôtes sont, de facto, les Émirats Arabes Unis et Oman,, et les matchs se déroulent du 17 octobre au 14 novembre 2021. Les Indes Occidentales sont la nation tenante du titre de champion.
Initialement, cette édition de l'ICC T20 World Cup devait se tenir en Australie du 18 octobre au 15 novembre 2020,, mais, en juillet 2020, l'ICC a annoncé le report de l'évènement, en raison de la pandémie de CoViD-19,. En août 2020, l'ICC a finalement annoncé que l'Inde serait le pays hôte pour cette édition (reportée à 2021), et que l'Australie serait le pays hôte de l'édition 2022 de ce tournoi. Cependant, en juin 2021, l'ICC a annoncé que le tournoi avait été déplacé aux Émirats arabes unis et à Oman, en raison des problématiques liées à la pandémie de CoViD-19 en Inde.

## Qualifications
Au 31 décembre 2018, les neuf pays membres de plein droits de l'ICC les mieux classés, ainsi que le pays hôte de jure, l'Inde, ont été automatiquement qualifiés pour le tournoi 2021,. Parmi ces dix équipes, les huit meilleures ont été directement qualifiés pour le Super 12, alors que le Sri Lanka et le Bangladesh n'ont été autorisés qu'à participer aux phases de poules initiales. 
Ces phases de poules initiales comptent également les six nations qui se sont qualifiées grâce aux matchs de qualifications de 2019. Les phases de poules initiales comptent donc huit équipes, réparties en deux séries (nommées A et B). Les deux meilleures équipes de chaque série pourront rejoindre les huit équipes qualifiées d'office, pour participer au Super 12, autre phase de poule qui débouchera ensuite sur les demi-finales.

## Villes et stades
Le 17 avril 2021, la BCCI (Board for Control Cricket in India) a annoncé la liste des villes où devaient se dérouler les matchs : Bangalore, Chennai, Delhi, Dharamsala, Hyderabad, Calcutta, Lucknow, Bombay et Ahmedabad. Le plan initial était notamment de faire jouer les demi-finales à Bombay et Calcutta, et la finale à Ahmedabad. Le 18 juin 2021, le président de la BCCI Sourav Ganguly a annoncé qu'il avait officiellement communiqué à l'ICC sa décision de déplacer l'évènement aux Émirats arabes unis, et - pour quelques matchs de poule - à Oman,,. Cette décision fut définitivement entérinée par l'ICC le 29 juin 2021, et il fut établi que cette coupe du monde se déroulerait sur quatre stades : le Dubai Internation Cricket Stadium, le Sheikh Zayed Cricket Stadium, le Sharjah Cricket Stadium, et le Oman Cricket Academy Ground.
| Émirats arabes unis                 | Émirats arabes unis | Émirats arabes unis          | Oman                        |
| Dubaï                               | Charjah             | Abou Dabi                    | Mascate                     |
| ----------------------------------- | ------------------- | ---------------------------- | --------------------------- |
| Dubai International Cricket Stadium | Stade de Sharjah    | Sheikh Zayed Cricket Stadium | Oman Cricket Academy Ground |
| Capacité : 25,000                   | Capacité : 27,000   | Capacité : 20,000            | Capacité : 3,000            |
|                                     |                     |                              |                             |

## Premières phases de poule

### Groupe A

#### Classement
| Rang | Équipe    | Pts | J | G | É | P | Ab | Tdf    |
| ---- | --------- | --- | - | - | - | - | -- | ------ |
| 1    | Sri Lanka | 6   | 3 | 3 | 0 | 0 | 0  | 3,754  |
| 2    | Namibie   | 4   | 3 | 2 | 0 | 1 | 0  | -0,523 |
| 3    | Irlande   | 2   | 3 | 1 | 0 | 2 | 0  | -0,853 |
| 4    | Pays-Bas  | 0   | 3 | 0 | 0 | 3 | 0  | -2,460 |

### Groupe B

#### Classement
| Rang | Équipe                    | Pts | J | G | É | P | Ab | Tdf    |
| ---- | ------------------------- | --- | - | - | - | - | -- | ------ |
| 1    | Écosse                    | 6   | 3 | 3 | 0 | 0 | 0  | 0,775  |
| 2    | Bangladesh                | 4   | 3 | 2 | 0 | 1 | 0  | 1,733  |
| 3    | Oman                      | 2   | 3 | 1 | 0 | 2 | 0  | -0,025 |
| 4    | Papouasie-Nouvelle-Guinée | 0   | 3 | 0 | 0 | 3 | 0  | -2,655 |

## Super 12
Le Super 12 est la deuxième phase de poule de l'ICC T20 World Cup. Les douze équipes sont réparties en deux groupes de six, et, à la fin de ces matchs, les deux équipes les mieux placées de chaque groupe sont qualifiées pour les demi-finales. Parmi ces douze équipes, huit ont été qualifiées d'office (les sept meilleures équipes du classement ICC, plus le pays hôte), et les quatre autres ont été qualifiées grâce aux premières phases de poule (cf ci-dessus).

### Groupe 1

#### Classement
| Rang | Équipe             | Pts | J | G | É | P | Ab | Tdf    |
| ---- | ------------------ | --- | - | - | - | - | -- | ------ |
| 1    | Angleterre         | 8   | 5 | 4 | 0 | 1 | 0  | 2,464  |
| 2    | Australie          | 8   | 5 | 4 | 0 | 1 | 0  | 1,216  |
| 3    | Afrique du Sud     | 8   | 5 | 4 | 0 | 1 | 0  | 0,739  |
| 4    | Sri Lanka          | 4   | 5 | 2 | 0 | 3 | 0  | -0,269 |
| 5    | Indes occidentales | 2   | 5 | 1 | 0 | 4 | 0  | -1,641 |
| 6    | Bangladesh         | 0   | 5 | 0 | 0 | 5 | 0  | -2,383 |

### Groupe 2

#### Classement
| Rang | Équipe           | Pts | J | G | É | P | Ab | Tdf    |
| ---- | ---------------- | --- | - | - | - | - | -- | ------ |
| 1    | Pakistan         | 10  | 5 | 5 | 0 | 0 | 0  | 1,583  |
| 2    | Nouvelle-Zélande | 8   | 5 | 4 | 0 | 1 | 0  | 1,162  |
| 3    | Inde             | 6   | 5 | 3 | 0 | 2 | 0  | 1,747  |
| 4    | Afghanistan      | 4   | 5 | 2 | 0 | 3 | 0  | -1,287 |
| 5    | Namibie          | 2   | 5 | 1 | 0 | 4 | 0  | -1,890 |
| 6    | Écosse           | 0   | 5 | 0 | 0 | 5 | 0  | -3,543 |

## Demi-finale et finale

### Tableau final
|  | Demi-finales                                                 | Demi-finales                                              | Demi-finales                                              | Demi-finales                                              |                     |                     | Finale                                                       | Finale                                                       | Finale                                                       | Finale                                                       |
|  |                                                              |                                                           |                                                           |                                                           |                     |                     |                                                              |                                                              |                                                              |                                                              |
|  | 10 novembre 2021, Sheikh Zayed Cricket Stadium, Abu Dhabi    | 10 novembre 2021, Sheikh Zayed Cricket Stadium, Abu Dhabi | 10 novembre 2021, Sheikh Zayed Cricket Stadium, Abu Dhabi | 10 novembre 2021, Sheikh Zayed Cricket Stadium, Abu Dhabi |                     |                     | 14 novembre 2021, Dubai International Cricket Stadium, Dubai | 14 novembre 2021, Dubai International Cricket Stadium, Dubai | 14 novembre 2021, Dubai International Cricket Stadium, Dubai | 14 novembre 2021, Dubai International Cricket Stadium, Dubai |
|  | Angleterre                                                   | Angleterre                                                | 166/4 (20 séries)                                         | 166/4 (20 séries)                                         |                     |                     | 14 novembre 2021, Dubai International Cricket Stadium, Dubai | 14 novembre 2021, Dubai International Cricket Stadium, Dubai | 14 novembre 2021, Dubai International Cricket Stadium, Dubai | 14 novembre 2021, Dubai International Cricket Stadium, Dubai |
|  | Angleterre                                                   | Angleterre                                                | 166/4 (20 séries)                                         | 166/4 (20 séries)                                         |                     |                     | 14 novembre 2021, Dubai International Cricket Stadium, Dubai | 14 novembre 2021, Dubai International Cricket Stadium, Dubai | 14 novembre 2021, Dubai International Cricket Stadium, Dubai | 14 novembre 2021, Dubai International Cricket Stadium, Dubai |
|  | Nouvelle-Zélande                                             | Nouvelle-Zélande                                          | 167/5 (19 séries)                                         | 167/5 (19 séries)                                         |                     |                     | 14 novembre 2021, Dubai International Cricket Stadium, Dubai | 14 novembre 2021, Dubai International Cricket Stadium, Dubai | 14 novembre 2021, Dubai International Cricket Stadium, Dubai | 14 novembre 2021, Dubai International Cricket Stadium, Dubai |
|  | Nouvelle-Zélande                                             | Nouvelle-Zélande                                          | 167/5 (19 séries)                                         | 167/5 (19 séries)                                         | Nouvelle-Zélande    | Nouvelle-Zélande    | 172/4 (20 séries)                                            | 172/4 (20 séries)                                            |                                                              |                                                              |
|  | 11 novembre 2021, Dubai International Cricket Stadium, Dubai |                                                           |                                                           |                                                           | Nouvelle-Zélande    | Nouvelle-Zélande    | 172/4 (20 séries)                                            | 172/4 (20 séries)                                            |                                                              |                                                              |
|  |                                                              |                                                           | Australie                                                 | Australie                                                 | 173/2 (18.5 séries) | 173/2 (18.5 séries) |                                                              |                                                              |                                                              |                                                              |
|  | Pakistan                                                     | Pakistan                                                  | Australie                                                 | Australie                                                 | 173/2 (18.5 séries) | 173/2 (18.5 séries) | 176/4 (20 séries)                                            | 176/4 (20 séries)                                            |                                                              |                                                              |
|  | Pakistan                                                     | Pakistan                                                  |                                                           |                                                           |                     |                     |                                                              | 176/4 (20 séries)                                            |                                                              |                                                              |
|  | Australie                                                    | Australie                                                 | 177/5 (19 séries)                                         | 177/5 (19 séries)                                         |                     |                     |                                                              |                                                              |                                                              |                                                              |
|  | Australie                                                    | Australie                                                 | 177/5 (19 séries)                                         | 177/5 (19 séries)                                         |                     |                     |                                                              |                                                              |                                                              |                                                              |

## Statistiques

### Plus Grand Nombre de Courses
| Courses | Joueur           | Manches | Score élevé | Moyenne | Taux de grève | 100s | 50s |
| ------- | ---------------- | ------- | ----------- | ------- | ------------- | ---- | --- |
| 303     | Babar Azam       | 6       | 70          | 60,60   | 126,25        | 0    | 4   |
| 289     | David Warner     | 7       | 89*         | 48,16   | 146,70        | 0    | 3   |
| 281     | Mohammad Rizwan  | 6       | 79*         | 70,25   | 127,72        | 0    | 3   |
| 269     | Jos Buttler      | 6       | 101*        | 89,66   | 151,12        | 1    | 1   |
| 231     | Charith Asalanka | 6       | 80*         | 46,20   | 147,13        | 0    | 2   |

### Plus Grand Nombre de Guichets
| Guichets | Joueur            | Manches | Moyenne | Économie | BBI  | Taux de grève |
| -------- | ----------------- | ------- | ------- | -------- | ---- | ------------- |
| 16       | Wanindu Hasaranga | 8       | 9,75    | 5,20     | 3/9  | 11,2          |
| 13       | Adam Zampa        | 7       | 12,07   | 5,81     | 5/19 | 12,4          |
| 13       | Trent Boult       | 7       | 13,30   | 6,25     | 3/17 | 12,7          |
| 11       | Shakib Al Hasan   | 6       | 11,18   | 5,59     | 4/9  | 12,0          |
| 11       | Josh Hazlewood    | 7       | 15,90   | 2,29     | 4/39 | 13,0          |

### Équipe du Tournoi
| Joueur            | Rôle                          |
| ----------------- | ----------------------------- |
| David Warner      | Batteur                       |
| Jos Buttler       | Gardien de guichet            |
| Babar Azam        | Batteur / capitaine           |
| Charith Asalanka  | Batteur                       |
| Aiden Markram     | All-rounder (spin)            |
| Moeen Ali         | All-rounder (spin)            |
| Wanindu Hasaranga | All-rounder (spin)            |
| Adam Zampa        | Lanceur (spin)                |
| Josh Hazlewood    | Lanceur (pace)                |
| Trent Boult       | Lanceur (pace)                |
| Anrich Nortje     | Lanceur (pace)                |
| Shaheen Afridi    | Lanceur (pace) / 12ème joueur |